# Neszczeretowe
Neszczeretowe (ukr. Нещеретове) – wieś na Ukrainie, w obwodzie ługańskim, w rejonie swatowskim, w hromadzie Biłokurakyne. W 2001 liczyła 1200 mieszkańców, spośród których 1129 wskazało jako ojczysty język ukraiński, 69 rosyjski, a 2 inny.